# Irish National Liberation Army
L'Irish National Liberation Army (en irlandès: Arm Saoirse Náisiúnta na hÉireann, en català: Exèrcit irlandès d'alliberament nacional) és una organització paramilitar republicana i socialista irlandesa.
El seu origen fou paral·lel a la fundació del Partit Socialista Republicà Irlandès (IRSP, Irish Republican Socialist Party), organització creada per Seamus Costello, després de deixar l'Official Irish Republican Army (OIRA), un dels dos corrents de l'IRA als anys 1970. Va ser fundat el 10 de desembre de 1974, el seu objectiu és la unificació d'Irlanda i la creació d'una república socialista. L'INLA va realitzar durant 25 anys una campanya paramilitar contra l'Exèrcit britànic i la policia del Royal Ulster Constabulary (RUC) a durant el Conflicte d'Irlanda del Nord.

## Fundació
Va ser fundat de forma clandestina el 10 de desembre de 1974, el mateix dia que l'IRSP, inicialment va utilitzar el nom de People's Liberation Army (PLA) abans d'adoptar el nom de Irish National Liberation Army (INLA). L'objectiu de l'INLA i l'IRSP és la unificació d'Irlanda i la creació d'una república socialista.
Inicialment la seva militància provingué de la major part de membres de l'Official IRA) que havia decretat un alto el foc el 1972 i abandonà progressivament la lluita armada. Les seves àrees de major suport eren les zones de classe treballadora de Markets, Falls Road i Divis Flats, a Belfast, així com la ciutat i el comtat de Derry i Strabane, si bé també tingué presència a Dublín i en algunes àrees de la República d'Irlanda.
Només crear-se, l'IRSP fou objecte de l'atac per part de l'IRA Oficial, que intentà eliminar-lo atemptant contra els seus membres. Les primeres accions de l'INLA, abans fins i tot de'adoptar el nom i fer pública la seva existència, foren degudes a aquest enfrontament amb l'organització republicana de la qual havien sorgit.

## Lluita armada
Durant el conflicte nord-irlandès, l'INLA es feu responsable de 113 morts, 45 dels quals membres de l'exèrcit britànic i forces de seguretat. Altres eren membres de grups lleialistes i altres grups armats rivals, polítics unionistes i persones acusades de ser informadors o criminals pel grup, així com víctimes civils no intencionades.
L'INLA va obtenir l'atenció mundial quan va reivindicar la responsabilitat de la bomba que va matar el dirigent conservador britànic Airey Neave, secretari en l'ombra d'Estat per a Irlanda del Nord de Margaret Thatcher, als terrenys del Palau de Westminster, el 30 de març 1979. Altres atacs destacats foren l'atemptat contra la discoteca freqüentada per soldats britànics Droppin Well, a Ballykelly, comtat de Derry, on moriren 11 militars i 6 civils; l'atac que matà 3 paramilitars lleialistes a Shankill Road el 16 de juny de 1994; o l'execució del líder paramilitar Billy Wright, de la Força de Voluntaris Lleialistes LVF dins la presó de Maze, el 27 de desembre de 1997.
Tres dels seus membres, Patsy O'Hara, Kevin Lynch, i Michael Devine, tots ells del comtat de Derry, moriren en la vaga de fam de 1981 a Irlanda del Nord, protagonitzada pels presoners de l'IRA i l'INLA per reclamar l'estatus de presoners polítics, una vaga en el que també perderen la vida 7 presoners de l'IRA Provisional, entre els quals Bobby Sands.
L'activitat de l'INLA es veié condicionada des de ben aviat per l'assassinat de molts dels seus dirigents i membres. El fundador, Seamus Costello, fou assassinat per l'OIRA el 5 d'octubre de 1977 a Dublin. Destacats membres com Ronnie Buntling, Noel Little i Miriam Daly moriren també en atacs de grups lleialistes, en alguns casos amb col·laboració de les forces de seguretat britàniques. Alguns dels seus membres foren assassinats en disputes amb altres grups republicans, com Thomas Power, John O'Reilly, o en escissions i disputes internes, Hugh Torney o Gino Gallagher. Altres militants moriren a mans de militars o policies britànics o en accions armades. En total 34 militants de l'INLA van perdre la vida durant el conflicte.
El 1998 l'INLA es mostrà contrari a l'Acord de Divendres Sant, però després de l'alto el foc i posterior desarmament de l'IRA Provisional, entrà en un procés de progressiu abandó de la via armada. El 22 d'agost de 1998 l'INLA anuncia un alto el foc, si bé anuncià que mantindria les armes i actuaria en defensa pròpia. Les accions armades continuaren a un ritme menor fins a l'octubre del 2009, data en la qual l'organització anuncia que renuncia a continuar definitivament amb la lluita armada i continua la lluita mitjançant la via política, iniciant la decomissió de part de les seves armes. Tot i que posteriorment ha estat acusada d'alguns episodis puntuals, l'organització roman inactiva.
L'organització fou proscrita el 1979 pel Regne Unit d'acord amb la Prevention of Terrorism Act i a la Llista d'Organitzacions Terroristes Estrangeres del Departament d'Estat dels EUA, llista on aquell país inclou nombrosos grups insurgents d'arreu del món que no són afins als seus interessos. També és una organització proscrita a Irlanda sota les lleis d'Ofenses contra l'Estat des de 1983.